# Neunsaitige Gitarre

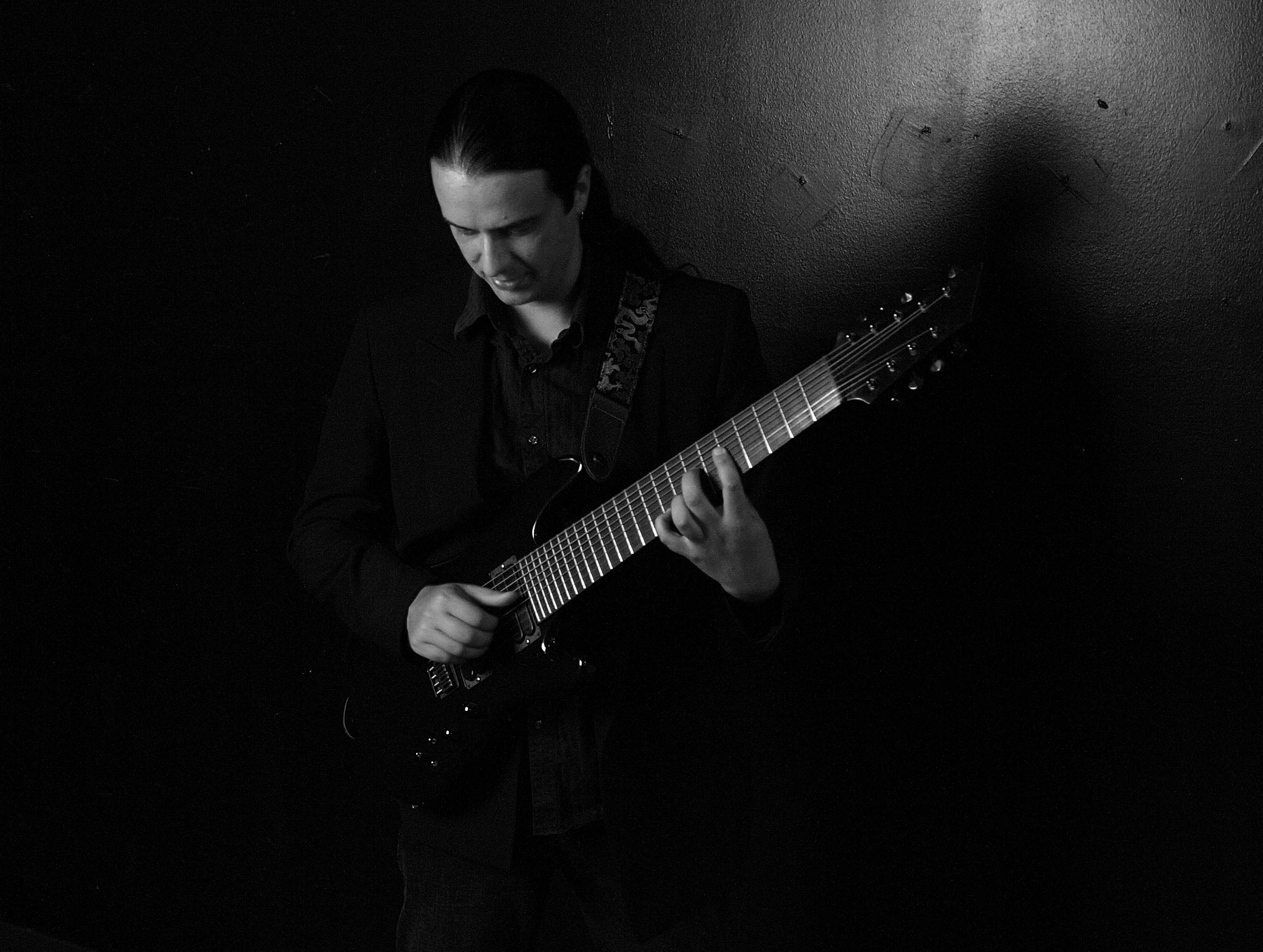
Gitarrist mit einer neunsaitigen E-Gitarre

Die neunsaitige Gitarre ist eine Gitarre mit drei zusätzlichen Saiten im Vergleich zu den üblichen sechs Saiten bzw. zwei zusätzlichen im Vergleich zur siebensaitigen und einer zusätzlichen im Vergleich zur achtsaitigen Gitarre. Neunsaitige Gitarren sind weit weniger verbreitet als sechs-, sieben- oder achtsaitige, werden jedoch zunehmend vor allem in Musik-Subgenres des Metal und Metalcore wie Progressive Metal, Mathcore oder Djent genutzt.

## Geschichte
Im Jahr 2014 brachte Ibanez mit der Ibanez RG9 als Teil der RG-Reihe die erste in Serie produzierte neunsaitige E-Gitarre auf den Markt. Diese war im Vorjahr auf der NAMM 2013 vorgestellt worden. Bekannte Gitarristen, die diese Gitarre verwendeten und verwenden sind Justin Lowe (After the Burial) und Tosin Abasi (Animals as Leaders). Letzterer verwendete die Ibanez RG9 im Song  Private Visions of the World auf dem Album The Madness of Many. 
2016 spielte der australische Komponist Mick Gordon den preisgekrönten Soundtrack für das Videospiel Doom (2016) auf einer neunsaitigen E-Gitarre ein.
Auf dem am 25. September 2020 erschienenen Album Ohms der Alternative-Metal-Band Deftones spielt Gitarrist Stephen Carpenter eine speziell für ihn angefertigte, neunsaitige E-Gitarre der Marke ESP Guitars.

## Stimmung
Die Standard-Stimmung der neunsaitigen Gitarre ist C#–F#–H–E–A-D–g–h–e‘. Es wird somit der Standard-Stimmung der achtsaitigen Gitarre eine um eine Quarte tiefer gestimmte Saite hinzugefügt. Daneben sind diverse alternative Stimmungen verbreitet, so zum Beispiel (Drop-Stimmungen) wie Drop-B (H–F#–H–E–A-D–g–h–e‘) oder das Herunterstimmen der beiden tiefsten Saiten um zwei Halbtöne (H–E–H–E–A-D–g–h–e‘), sodass diese dann den beiden tiefsten Saiten eines fünfsaitigen E-Basses entsprechen.
Wegen der zusätzlichen tiefen Saiten wird auch die Mensur der Gitarre verlängert. So hat die Ibanez RG9 eine 28-Zoll-Mensur im Unterschied zur gängigen 25,5-Zoll-Mensur einer sechssaitigen oder der 27-Zoll-Mensur einer achtsaitigen Gitarre. Manche Gitarrenbauer arbeiten stattdessen auch mit schrägen Bünden und einem Multi-Mensur-Griffbrett (25 Zoll bei der höchsten Saite, 28 Zoll bei den tiefsten).